# Liste der Nummer-eins-Hits in Frankreich (2023)
Diese Liste der Nummer-eins-Hits in Frankreich 2023 basiert auf den offiziellen Chartlisten des Syndicat National de l’édition Phonographique (SNEP), der französischen Landesgruppe der IFPI. Die Liste gibt die Nummer-eins-Platzierungen der Top Singles und der Top Albums wieder.

## Singles
| ← 2022 ← | Liste der Nummer-eins-Hits in Frankreich | Liste der Nummer-eins-Hits in Frankreich            | Liste der Nummer-eins-Hits in Frankreich | 2024 →                    |
| \| Zeitraum \| Wo. ges. \| Interpret \| Titel Autor(en) \| Zusätzliche Informationen \| \| (Zeitraum, Wochen auf Platz eins, Interpret, Titel, Autor[en], zusätzliche Informationen) \| \| \| \| \| \| ----------------------------------------------------------------------------------------- \| -------- \| --------------------------------------------------- \| ---------------------------------------------------------------------------------------------------------------------------------------------------------------------------------------- \| ------------------------- \| \| 30. Dezember 2022 – 5. Januar 2023 1 Woche (insgesamt 3) \| 3 \| Mariah Carey \| All I Want for Christmas Is You Walter N. Afanasieff, Mariah Carey \| – \| \| 6. Januar 2023 – 12. Januar 2023 1 Woche (insgesamt 5) \| 5 \| Zola \| Amber Aurélien Louis Mazin, Djamel Fezari, Aurélien Gérald Julien Guy N’Zuzi Zola \| – \| \| 13. Januar 2023 – 19. Januar 2023 1 Woche \| 1 \| Maes \| Galactic Walid Georgey, Soriba Kondé, Youri Joseph Yves Krief, Ulysse Melvil Poletti \| – \| \| 20. Januar 2023 – 26. Januar 2023 1 Woche \| 1 \| Gaulois feat. Ninho \| Jolie Arthur Fabien Marie Mareschal, Yoann Alexandre Paton, Gaixka Ugo Billes, Arcange Idris Nemlin, William Levi Nzobazola \| – \| \| 27. Januar 2023 – 23. Februar 2023 4 Wochen (insgesamt 8) \| 8 \| Miley Cyrus \| Flowers Miley Ray Cyrus, Michael Ross Pollack, Gregory Aldae Hein \| – \| \| 24. Februar 2023 – 16. März 2023 3 Wochen \| 3 \| Hamza feat. Damso \| Nocif Jules Fradet, Romain Tranchart, Yann Destagnol, Dan Klein, Luca Mecozzi, Petar Paunkovic, Hamza Al-Farissi, William Kalubi Mwamba, Nile Gregory Rodgers Jr., Bernard Edwards \| – \| \| 17. März 2023 – 23. März 2023 1 Woche (insgesamt 8) \| 8 \| Miley Cyrus \| Flowers Miley Ray Cyrus, Michael Ross Pollack, Gregory Aldae Hein \| – \| \| 24. März 2023 – 30. März 2023 1 Woche \| 1 \| Zola feat. Damso \| Cœur de Ice Musik: Prince Tudilu, William Kalubi Mwamba, Émile Olivier Chamond; Text: Aurélien Gérald Julien Guy N’Zuzi Zola \| – \| \| 31. März 2023 – 20. April 2023 3 Wochen (insgesamt 8) \| 8 \| Miley Cyrus \| Flowers Miley Ray Cyrus, Michael Ross Pollack, Gregory Aldae Hein \| – \| \| 21. April 2023 – 4. Mai 2023 2 Wochen \| 2 \| PLK \| Demain Soriba Kondé, Youri Joseph Yves Krief, Ulysse Melvil Poletti, Mathieu Claude Daniel Pruski \| – \| \| 5. Mai 2023 – 11. Mai 2023 1 Woche \| 1 \| Naps feat. Gazo & Ninho \| C’est carré le S Marvin Ossewon Landry Mayonzika Tshondo, Guillaume Adou Alassane Fofana, Léo Rodriguez Collinet, William Levi Nzobazola, Nabil Boukhobza, Ibrahima Diakité, Kamel Kasmi \| – \| \| 12. Mai 2023 – 18. Mai 2023 1 Woche \| 1 \| Ninho \| Freestyle Lvl Up 1 Soriba Kondé, Youri Joseph Yves Krief, Ulysse Melvil Poletti, William Levi Nzobazola \| – \| \| 19. Mai 2023 – 1. Juni 2023 2 Wochen \| 2 \| No Limit feat. Damso & Gazo \| La rue William Kalubi Mwamba, Ibrahima Diakité, Abiola Sani Agatha, Adam Preau \| – \| \| 2. Juni 2023 – 6. Juli 2023 5 Wochen \| 5 \| SDM \| Bolide allemand Musik: Jonhatan Kimbuta Nimi, Issa Harmady Jean Fournel, Yoann Serge Marcel Guillaume; Text: Léonard Manzambi \| – \| \| 7. Juli 2023 – 20. Juli 2023 2 Wochen \| 2 \| Ninho feat. Central Cee \| Eurostar Soriba Kondé, Oakley Neil H. Caesar-Su, Youri Joseph Yves Krief, Ulysse Melvil Poletti, William Levi Nzobazola \| – \| \| 21. Juli 2023 – 31. August 2023 6 Wochen \| 6 \| Soolking feat. Gazo \| Casanova Karim Nasser Bouchikhi, Nassim Billal Diane, Djamel Fezari, Pascal Boniani Koeu, Edson David Tayorault, Abderraouf Derradji, Ibrahima Diakité \| – \| \| 1. September 2023 – 14. September 2023 2 Wochen \| 2 \| Tiakola feat. Dave \| Meridian Jonathan Kweku Awotwe-Mensah, Joseph Kier Gordon Caleb, David Orobosa Omoregie, William Mundala, Kyle Ethan Evans \| – \| \| 15. September 2023 – 19. Oktober 2023 5 Wochen (insgesamt 18) \| 18 \| Jungeli feat. Abou Debeing, Alonzo, Lossa & Imen Es \| Petit génie William Davy Fonseca, Adel Larabi, Joel Ungeli Shinga, Werrason Ngiama Makanda, Kevin Abou Baz Kamara, Imen Es-shrir, Kassimou Djae \| – \| \| 20. Oktober 2023 – 2. November 2023 2 Wochen \| 2 \| Iñigo Quintero \| Si no estás Íñigo Quintero Dolz del Castellar \| – \| \| 3. November 2023 – 7. Dezember 2023 5 Wochen (insgesamt 18) \| 18 \| Jungeli feat. Abou Debeing, Alonzo, Lossa & Imen Es \| Petit génie William Davy Fonseca, Adel Larabi, Joel Ungeli Shinga, Werrason Ngiama Makanda, Kevin Abou Baz Kamara, Imen Es-shrir, Kassimou Djae \| – \| \| 8. Dezember 2023 – 14. Dezember 2023 1 Woche \| 1 \| Gazo & Tiakola \| Notre Dame Ibrahima Diakité, William Mundala, Sacha Julien Georges Duval, Abderrahmane Meziane, Elias Tamourgh \| – \| \| 15. Dezember 2023 – 28. Dezember 2023 2 Wochen (insgesamt 18) \| 18 \| Jungeli feat. Abou Debeing, Alonzo, Lossa & Imen Es \| Petit génie William Davy Fonseca, Adel Larabi, Joel Ungeli Shinga, Werrason Ngiama Makanda, Kevin Abou Baz Kamara, Imen Es-shrir, Kassimou Djae \| – \| \| 29. Dezember 2023 – 4. Januar 2024 1 Woche (insgesamt 3) \| 3 \| Mariah Carey \| All I Want for Christmas Is You Walter N. Afanasieff, Mariah Carey \| – \| |                                          |                                                     | |                           |
| ← 2022 |                                          |                                                     | | → 2024 →                  |
| Zeitraum | Wo. ges.                                 | Interpret                                           | Titel Autor(en) | Zusätzliche Informationen |
| (Zeitraum, Wochen auf Platz eins, Interpret, Titel, Autor[en], zusätzliche Informationen) |                                          |                                                     | |                           |
| 30. Dezember 2022 – 5. Januar 2023 1 Woche (insgesamt 3) | 3                                        | Mariah Carey                                        | All I Want for Christmas Is You Walter N. Afanasieff, Mariah Carey | –                         |
| 6. Januar 2023 – 12. Januar 2023 1 Woche (insgesamt 5) | 5                                        | Zola                                                | Amber Aurélien Louis Mazin, Djamel Fezari, Aurélien Gérald Julien Guy N’Zuzi Zola | –                         |
| 13. Januar 2023 – 19. Januar 2023 1 Woche | 1                                        | Maes                                                | Galactic Walid Georgey, Soriba Kondé, Youri Joseph Yves Krief, Ulysse Melvil Poletti | –                         |
| 20. Januar 2023 – 26. Januar 2023 1 Woche | 1                                        | Gaulois feat. Ninho                                 | Jolie Arthur Fabien Marie Mareschal, Yoann Alexandre Paton, Gaixka Ugo Billes, Arcange Idris Nemlin, William Levi Nzobazola                                                              | –                         |
| 27. Januar 2023 – 23. Februar 2023 4 Wochen (insgesamt 8) | 8                                        | Miley Cyrus                                         | Flowers Miley Ray Cyrus, Michael Ross Pollack, Gregory Aldae Hein | –                         |
| 24. Februar 2023 – 16. März 2023 3 Wochen | 3                                        | Hamza feat. Damso                                   | Nocif Jules Fradet, Romain Tranchart, Yann Destagnol, Dan Klein, Luca Mecozzi, Petar Paunkovic, Hamza Al-Farissi, William Kalubi Mwamba, Nile Gregory Rodgers Jr., Bernard Edwards       | –                         |
| 17. März 2023 – 23. März 2023 1 Woche (insgesamt 8) | 8                                        | Miley Cyrus                                         | Flowers Miley Ray Cyrus, Michael Ross Pollack, Gregory Aldae Hein | –                         |
| 24. März 2023 – 30. März 2023 1 Woche | 1                                        | Zola feat. Damso                                    | Cœur de Ice Musik: Prince Tudilu, William Kalubi Mwamba, Émile Olivier Chamond; Text: Aurélien Gérald Julien Guy N’Zuzi Zola                                                             | –                         |
| 31. März 2023 – 20. April 2023 3 Wochen (insgesamt 8) | 8                                        | Miley Cyrus                                         | Flowers Miley Ray Cyrus, Michael Ross Pollack, Gregory Aldae Hein | –                         |
| 21. April 2023 – 4. Mai 2023 2 Wochen | 2                                        | PLK                                                 | Demain Soriba Kondé, Youri Joseph Yves Krief, Ulysse Melvil Poletti, Mathieu Claude Daniel Pruski                                                                                        | –                         |
| 5. Mai 2023 – 11. Mai 2023 1 Woche | 1                                        | Naps feat. Gazo & Ninho                             | C’est carré le S Marvin Ossewon Landry Mayonzika Tshondo, Guillaume Adou Alassane Fofana, Léo Rodriguez Collinet, William Levi Nzobazola, Nabil Boukhobza, Ibrahima Diakité, Kamel Kasmi | –                         |
| 12. Mai 2023 – 18. Mai 2023 1 Woche | 1                                        | Ninho                                               | Freestyle Lvl Up 1 Soriba Kondé, Youri Joseph Yves Krief, Ulysse Melvil Poletti, William Levi Nzobazola                                                                                  | –                         |
| 19. Mai 2023 – 1. Juni 2023 2 Wochen | 2                                        | No Limit feat. Damso & Gazo                         | La rue William Kalubi Mwamba, Ibrahima Diakité, Abiola Sani Agatha, Adam Preau | –                         |
| 2. Juni 2023 – 6. Juli 2023 5 Wochen | 5                                        | SDM                                                 | Bolide allemand Musik: Jonhatan Kimbuta Nimi, Issa Harmady Jean Fournel, Yoann Serge Marcel Guillaume; Text: Léonard Manzambi                                                            | –                         |
| 7. Juli 2023 – 20. Juli 2023 2 Wochen | 2                                        | Ninho feat. Central Cee                             | Eurostar Soriba Kondé, Oakley Neil H. Caesar-Su, Youri Joseph Yves Krief, Ulysse Melvil Poletti, William Levi Nzobazola                                                                  | –                         |
| 21. Juli 2023 – 31. August 2023 6 Wochen | 6                                        | Soolking feat. Gazo                                 | Casanova Karim Nasser Bouchikhi, Nassim Billal Diane, Djamel Fezari, Pascal Boniani Koeu, Edson David Tayorault, Abderraouf Derradji, Ibrahima Diakité                                   | –                         |
| 1. September 2023 – 14. September 2023 2 Wochen | 2                                        | Tiakola feat. Dave                                  | Meridian Jonathan Kweku Awotwe-Mensah, Joseph Kier Gordon Caleb, David Orobosa Omoregie, William Mundala, Kyle Ethan Evans                                                               | –                         |
| 15. September 2023 – 19. Oktober 2023 5 Wochen (insgesamt 18) | 18                                       | Jungeli feat. Abou Debeing, Alonzo, Lossa & Imen Es | Petit génie William Davy Fonseca, Adel Larabi, Joel Ungeli Shinga, Werrason Ngiama Makanda, Kevin Abou Baz Kamara, Imen Es-shrir, Kassimou Djae                                          | –                         |
| 20. Oktober 2023 – 2. November 2023 2 Wochen | 2                                        | Iñigo Quintero                                      | Si no estás Íñigo Quintero Dolz del Castellar | –                         |
| 3. November 2023 – 7. Dezember 2023 5 Wochen (insgesamt 18) | 18                                       | Jungeli feat. Abou Debeing, Alonzo, Lossa & Imen Es | Petit génie William Davy Fonseca, Adel Larabi, Joel Ungeli Shinga, Werrason Ngiama Makanda, Kevin Abou Baz Kamara, Imen Es-shrir, Kassimou Djae                                          | –                         |
| 8. Dezember 2023 – 14. Dezember 2023 1 Woche | 1                                        | Gazo & Tiakola                                      | Notre Dame Ibrahima Diakité, William Mundala, Sacha Julien Georges Duval, Abderrahmane Meziane, Elias Tamourgh                                                                           | –                         |
| 15. Dezember 2023 – 28. Dezember 2023 2 Wochen (insgesamt 18) | 18                                       | Jungeli feat. Abou Debeing, Alonzo, Lossa & Imen Es | Petit génie William Davy Fonseca, Adel Larabi, Joel Ungeli Shinga, Werrason Ngiama Makanda, Kevin Abou Baz Kamara, Imen Es-shrir, Kassimou Djae                                          | –                         |
| 29. Dezember 2023 – 4. Januar 2024 1 Woche (insgesamt 3) | 3                                        | Mariah Carey                                        | All I Want for Christmas Is You Walter N. Afanasieff, Mariah Carey | –                         |

## Alben
| ← 2022 ← | Liste der Nummer-eins-Hits in Frankreich | Liste der Nummer-eins-Hits in Frankreich | Liste der Nummer-eins-Hits in Frankreich | 2024 →                    |
| \| Zeitraum \| Wo. ges. \| Interpret \| Titel \| Zusätzliche Informationen \| \| (Zeitraum, Wochen auf Platz eins, Interpret, Titel, zusätzliche Informationen) \| \| \| \| \| \| ------------------------------------------------------------------------------ \| -------- \| ------------------ \| ----------------------------- \| ------------------------- \| \| 16. Dezember 2022 – 19. Januar 2023 5 Wochen \| 5 \| Jul \| Cœur blanc \| – \| \| 20. Januar 2023 – 26. Januar 2023 1 Woche \| 1 \| Indochine \| Central Tour 2022 \| – \| \| 27. Januar 2023 – 2. Februar 2023 1 Woche \| 1 \| Måneskin \| Rush! \| – \| \| 3. Februar 2023 – 16. Februar 2023 2 Wochen \| 2 \| Aya Nakamura \| DNK \| – \| \| 17. Februar 2023 – 23. Februar 2023 1 Woche \| 1 \| Niro \| Taulier \| – \| \| 24. Februar 2023 – 9. März 2023 2 Wochen \| 2 \| Hamza \| Sincèrement \| – \| \| 10. März 2023 – 23. März 2023 2 Wochen \| 2 \| Les Enfoirés \| Enfoirés un jour, toujours \| – \| \| 24. März 2023 – 30. März 2023 1 Woche \| 1 \| Zola \| Diamant du bled \| – \| \| 31. März 2023 – 13. April 2023 2 Wochen \| 2 \| Depeche Mode \| Memento Mori \| – \| \| 14. April 2023 – 20. April 2023 1 Woche \| 1 \| Djadja & Dinaz \| Alpha \| – \| \| 21. April 2023 – 27. April 2023 1 Woche \| 1 \| Metallica \| 72 Seasons \| – \| \| 28. April 2023 – 4. Mai 2023 1 Woche \| 1 \| Agust D \| D-Day \| – \| \| 5. Mai 2023 – 11. Mai 2023 1 Woche \| 1 \| Naps \| En temps réel \| – \| \| 12. Mai 2023 – 18. Mai 2023 1 Woche \| 1 \| Ed Sheeran \| − \| – \| \| 19. Mai 2023 – 25. Mai 2023 1 Woche \| 1 \| Étienne Daho \| Tirer la nuit sur les étoiles \| – \| \| 26. Mai 2023 – 1. Juni 2023 1 Woche \| 1 \| Luv Resval \| Mustafar \| – \| \| 2. Juni 2023 – 8. Juni 2023 1 Woche \| 1 \| Werenoi \| Carré \| – \| \| 9. Juni 2023 – 15. Juni 2023 1 Woche \| 1 \| Stray Kids \| 5-Star \| – \| \| 16. Juni 2023 – 6. Juli 2023 3 Wochen \| 3 \| Jul \| C’est quand qu’il s’éteint? \| – \| \| 7. Juli 2023 – 3. August 2023 4 Wochen (insgesamt 8) \| 8 \| Ninho \| NI \| – \| \| 4. August 2023 – 10. August 2023 1 Woche \| 1 \| Travis Scott \| Utopia \| – \| \| 11. August 2023 – 7. September 2023 4 Wochen (insgesamt 8) \| 8 \| Ninho \| NI \| – \| \| 8. September 2023 – 14. September 2023 1 Woche (insgesamt 2) \| 2 \| Florent Pagny \| 2bis \| – \| \| 15. September 2023 – 21. September 2023 1 Woche \| 1 \| Calogero \| A.M.O.U.R \| – \| \| 22. September 2023 – 28. September 2023 1 Woche \| 1 \| Freeze Corleone \| ADC \| – \| \| 29. September 2023 – 5. Oktober 2023 1 Woche \| 1 \| Werenoi \| Telegram 2 \| – \| \| 6. Oktober 2023 – 12. Oktober 2023 1 Woche \| 1 \| Niaks \| Mandat de dépôt \| – \| \| 13. Oktober 2023 – 19. Oktober 2023 1 Woche \| 1 \| Vitaa \| Charlotte \| – \| \| 20. Oktober 2023 – 26. Oktober 2023 1 Woche \| 1 \| Favé \| Il le fallait \| – \| \| 27. Oktober 2023 – 2. November 2023 1 Woche \| 1 \| The Rolling Stones \| Hackney Diamonds \| – \| \| 3. November 2023 – 9. November 2023 1 Woche \| 1 \| Taylor Swift \| 1989 (Taylor’s Version) \| – \| \| 10. November 2023 – 16. November 2023 1 Woche \| 1 \| Jung Kook \| Golden \| – \| \| 17. November 2023 – 23. November 2023 1 Woche \| 1 \| Vianney \| À 2 à 3 \| – \| \| 24. November 2023 – 30. November 2023 1 Woche \| 1 \| Johnny Hallyday \| Made in Rock’n’Roll \| – \| \| 1. Dezember 2023 – 7. Dezember 2023 1 Woche (insgesamt 2) \| 2 \| Florent Pagny \| 2bis \| – \| \| 8. Dezember 2023 – 14. Dezember 2023 1 Woche \| 1 \| Gazo & Tiakola \| La melo est gangx \| – \| \| 15. Dezember 2023 – 18. Januar 2024 5 Wochen \| 5 \| Jul \| La route est longue \| – \| |                                          |                                          |                                          |                           |
| ← 2022 |                                          |                                          |                                          | → 2024 →                  |
| Zeitraum | Wo. ges.                                 | Interpret                                | Titel                                    | Zusätzliche Informationen |
| (Zeitraum, Wochen auf Platz eins, Interpret, Titel, zusätzliche Informationen) |                                          |                                          |                                          |                           |
| 16. Dezember 2022 – 19. Januar 2023 5 Wochen | 5                                        | Jul                                      | Cœur blanc                               | –                         |
| 20. Januar 2023 – 26. Januar 2023 1 Woche | 1                                        | Indochine                                | Central Tour 2022                        | –                         |
| 27. Januar 2023 – 2. Februar 2023 1 Woche | 1                                        | Måneskin                                 | Rush!                                    | –                         |
| 3. Februar 2023 – 16. Februar 2023 2 Wochen | 2                                        | Aya Nakamura                             | DNK                                      | –                         |
| 17. Februar 2023 – 23. Februar 2023 1 Woche | 1                                        | Niro                                     | Taulier                                  | –                         |
| 24. Februar 2023 – 9. März 2023 2 Wochen | 2                                        | Hamza                                    | Sincèrement                              | –                         |
| 10. März 2023 – 23. März 2023 2 Wochen | 2                                        | Les Enfoirés                             | Enfoirés un jour, toujours               | –                         |
| 24. März 2023 – 30. März 2023 1 Woche | 1                                        | Zola                                     | Diamant du bled                          | –                         |
| 31. März 2023 – 13. April 2023 2 Wochen | 2                                        | Depeche Mode                             | Memento Mori                             | –                         |
| 14. April 2023 – 20. April 2023 1 Woche | 1                                        | Djadja & Dinaz                           | Alpha                                    | –                         |
| 21. April 2023 – 27. April 2023 1 Woche | 1                                        | Metallica                                | 72 Seasons                               | –                         |
| 28. April 2023 – 4. Mai 2023 1 Woche | 1                                        | Agust D                                  | D-Day                                    | –                         |
| 5. Mai 2023 – 11. Mai 2023 1 Woche | 1                                        | Naps                                     | En temps réel                            | –                         |
| 12. Mai 2023 – 18. Mai 2023 1 Woche | 1                                        | Ed Sheeran                               | −                                        | –                         |
| 19. Mai 2023 – 25. Mai 2023 1 Woche | 1                                        | Étienne Daho                             | Tirer la nuit sur les étoiles            | –                         |
| 26. Mai 2023 – 1. Juni 2023 1 Woche | 1                                        | Luv Resval                               | Mustafar                                 | –                         |
| 2. Juni 2023 – 8. Juni 2023 1 Woche | 1                                        | Werenoi                                  | Carré                                    | –                         |
| 9. Juni 2023 – 15. Juni 2023 1 Woche | 1                                        | Stray Kids                               | 5-Star                                   | –                         |
| 16. Juni 2023 – 6. Juli 2023 3 Wochen | 3                                        | Jul                                      | C’est quand qu’il s’éteint?              | –                         |
| 7. Juli 2023 – 3. August 2023 4 Wochen (insgesamt 8) | 8                                        | Ninho                                    | NI                                       | –                         |
| 4. August 2023 – 10. August 2023 1 Woche | 1                                        | Travis Scott                             | Utopia                                   | –                         |
| 11. August 2023 – 7. September 2023 4 Wochen (insgesamt 8) | 8                                        | Ninho                                    | NI                                       | –                         |
| 8. September 2023 – 14. September 2023 1 Woche (insgesamt 2) | 2                                        | Florent Pagny                            | 2bis                                     | –                         |
| 15. September 2023 – 21. September 2023 1 Woche | 1                                        | Calogero                                 | A.M.O.U.R                                | –                         |
| 22. September 2023 – 28. September 2023 1 Woche | 1                                        | Freeze Corleone                          | ADC                                      | –                         |
| 29. September 2023 – 5. Oktober 2023 1 Woche | 1                                        | Werenoi                                  | Telegram 2                               | –                         |
| 6. Oktober 2023 – 12. Oktober 2023 1 Woche | 1                                        | Niaks                                    | Mandat de dépôt                          | –                         |
| 13. Oktober 2023 – 19. Oktober 2023 1 Woche | 1                                        | Vitaa                                    | Charlotte                                | –                         |
| 20. Oktober 2023 – 26. Oktober 2023 1 Woche | 1                                        | Favé                                     | Il le fallait                            | –                         |
| 27. Oktober 2023 – 2. November 2023 1 Woche | 1                                        | The Rolling Stones                       | Hackney Diamonds                         | –                         |
| 3. November 2023 – 9. November 2023 1 Woche | 1                                        | Taylor Swift                             | 1989 (Taylor’s Version)                  | –                         |
| 10. November 2023 – 16. November 2023 1 Woche | 1                                        | Jung Kook                                | Golden                                   | –                         |
| 17. November 2023 – 23. November 2023 1 Woche | 1                                        | Vianney                                  | À 2 à 3                                  | –                         |
| 24. November 2023 – 30. November 2023 1 Woche | 1                                        | Johnny Hallyday                          | Made in Rock’n’Roll                      | –                         |
| 1. Dezember 2023 – 7. Dezember 2023 1 Woche (insgesamt 2) | 2                                        | Florent Pagny                            | 2bis                                     | –                         |
| 8. Dezember 2023 – 14. Dezember 2023 1 Woche | 1                                        | Gazo & Tiakola                           | La melo est gangx                        | –                         |
| 15. Dezember 2023 – 18. Januar 2024 5 Wochen | 5                                        | Jul                                      | La route est longue                      | –                         |

## Jahreshitparaden
| ← 2022 ← | Liste der Nummer-eins-Hits in Frankreich | Liste der Nummer-eins-Hits in Frankreich | Liste der Nummer-eins-Hits in Frankreich | 2024 →   |
| \| Singles \| Position# \| Alben \| \| --------------------------------------------------------------------------------------------------------------------------------------------------------------------------------------------------- \| --------- \| --------------------------------------- \| \| Flowers Miley Cyrus Miley Ray Cyrus, Michael Ross Pollack, Gregory Aldae Hein \| 1 \| Carré Werenoi \| \| Bolide allemand SDM Musik: Jonhatan Kimbuta Nimi, Issa Harmady Jean Fournel, Yoann Serge Marcel Guillaume; Text: Léonard Manzambi \| 2 \| Sincèrement Hamza \| \| Meuda Tiakola Kevin J. Goedhart, William Mundala \| 3 \| NI Ninho \| \| Jolie Gaulois feat. Ninho Arthur Fabien Marie Mareschal, Yoann Alexandre Paton, Gaixka Ugo Billes, Arcange Idris Nemlin, William Levi Nzobazola \| 4 \| Mélo Tiakola \| \| Calm Down Rema Divine Ikubor, Alexander Osamudiame Uwaifo, Michael Ovie Hunter \| 5 \| Liens du 100 SDM \| \| Petit génie Jungeli feat. Abou Debeing, Alonzo, Lossa & Imen Es William Davy Fonseca, Adel Larabi, Joel Ungeli Shinga, Werrason Ngiama Makanda, Kevin Abou Baz Kamara, Imen Es-shrir, Kassimou Djae \| 6 \| C’est quand qu’il s’éteint? Jul \| \| Saiyan Heuss l’Enfoiré feat. Gazo Mohamed Zeghoudi, Abderraouf Derradji, Ibrahima Diakité, Karim Djeriou \| 7 \| Enfoirés un jour, toujours Les Enfoirés \| \| Casanova Soolking feat. Gazo Karim Nasser Bouchikhi, Nassim Billal Diane, Djamel Fezari, Pascal Boniani Koeu, Edson David Tayorault, Abderraouf Derradji, Ibrahima Diakité \| 8 \| 2bis Florent Pagny \| \| Rush Ayra Starr Oyinkansola Sarah Aderibigbe, Prince Maxwell Oghenemine Omoferi, Alexander Osamudiame Uwaifo, Henri Velasco \| 9 \| Alpha Djadja & Dinaz \| \| Mr. Ocho SDM Musik: Beni Noe Divin Mosabu; Text: Léonard Manzambi \| 10 \| KMT Gazo \| |                                          |                                          |                                          |          |
| ← 2022 |                                          |                                          |                                          | → 2024 → |
| Singles | Position#                                | Alben                                    |                                          |          |
| Flowers Miley Cyrus Miley Ray Cyrus, Michael Ross Pollack, Gregory Aldae Hein | 1                                        | Carré Werenoi                            |                                          |          |
| Bolide allemand SDM Musik: Jonhatan Kimbuta Nimi, Issa Harmady Jean Fournel, Yoann Serge Marcel Guillaume; Text: Léonard Manzambi | 2                                        | Sincèrement Hamza                        |                                          |          |
| Meuda Tiakola Kevin J. Goedhart, William Mundala | 3                                        | NI Ninho                                 |                                          |          |
| Jolie Gaulois feat. Ninho Arthur Fabien Marie Mareschal, Yoann Alexandre Paton, Gaixka Ugo Billes, Arcange Idris Nemlin, William Levi Nzobazola | 4                                        | Mélo Tiakola                             |                                          |          |
| Calm Down Rema Divine Ikubor, Alexander Osamudiame Uwaifo, Michael Ovie Hunter | 5                                        | Liens du 100 SDM                         |                                          |          |
| Petit génie Jungeli feat. Abou Debeing, Alonzo, Lossa & Imen Es William Davy Fonseca, Adel Larabi, Joel Ungeli Shinga, Werrason Ngiama Makanda, Kevin Abou Baz Kamara, Imen Es-shrir, Kassimou Djae | 6                                        | C’est quand qu’il s’éteint? Jul          |                                          |          |
| Saiyan Heuss l’Enfoiré feat. Gazo Mohamed Zeghoudi, Abderraouf Derradji, Ibrahima Diakité, Karim Djeriou | 7                                        | Enfoirés un jour, toujours Les Enfoirés  |                                          |          |
| Casanova Soolking feat. Gazo Karim Nasser Bouchikhi, Nassim Billal Diane, Djamel Fezari, Pascal Boniani Koeu, Edson David Tayorault, Abderraouf Derradji, Ibrahima Diakité | 8                                        | 2bis Florent Pagny                       |                                          |          |
| Rush Ayra Starr Oyinkansola Sarah Aderibigbe, Prince Maxwell Oghenemine Omoferi, Alexander Osamudiame Uwaifo, Henri Velasco | 9                                        | Alpha Djadja & Dinaz                     |                                          |          |
| Mr. Ocho SDM Musik: Beni Noe Divin Mosabu; Text: Léonard Manzambi | 10                                       | KMT Gazo                                 |                                          |          |